# Sarmi (Indonésie)
Sarmi est une ville côtière et le centre administratif du Kabupaten de Sarmi dans la province de Papouasie en Indonésie.

## Géographie
La ville se trouve sur la "péninsule de Sarmi", le long de la côte Pacifique de l'île principale de la Nouvelle-Guinée.
Les îles voisines Kumamba sont situées à 16 km au nord de la péninsule de Sarmi.

## Climat
Sarmi a un climat équatorial avec de fortes précipitations toute l'année.
| Mois                              | jan. | fév. | mars | avril | mai | juin | jui. | août | sep. | oct. | nov. | déc. | année |
| --------------------------------- | ---- | ---- | ---- | ----- | --- | ---- | ---- | ---- | ---- | ---- | ---- | ---- | ----- |
| Température minimale moyenne (°C) | 228  | 227  | 228  | 229   | 229 | 226  | 223  | 223  | 224  | 227  | 228  | 228  | 227   |
| Température moyenne (°C)          | 270  | 269  | 270  | 271   | 272 | 269  | 265  | 265  | 268  | 271  | 272  | 270  | 269   |
| Température maximale moyenne (°C) | 313  | 311  | 313  | 314   | 316 | 312  | 308  | 308  | 313  | 315  | 316  | 313  | 313   |
| Précipitations (mm)               | 268  | 210  | 280  | 227   | 256 | 204  | 230  | 222  | 211  | 204  | 199  | 229  | 2 740 |

## Attractions
- Doro Sarmi Beach dans l'Océan Pacifique[2] .

## Chemin de fer
Dans le plan de développement ferroviaire de la Papouasie, la province de Papouasie prévoit de construire une voie ferrée reliant Jayapura, Sarmi, Nabire, et enfin de relier la première phase du projet, qui devrait s'achever en 2019, à Manokwari, et une autre branche pour se connecter à Timika. Les questions connexes sont encore à l'étude.

## Villages Administratifs
- Amsira Village
- Bagaiserwar Village
- Liki Village
- Mararena Village
- Sarmi Village
- Sarmo Village
- Sawar Village
- Siaratesa Village